# Шмаков, Марк Александрович
Марк Александрович Шмаков (16 апреля 1919, Архангельск — 13 ноября 1986, Москва) — советский скульптор-медальер и монументалист. Заслуженный художник РСФСР (1975).

## Биография
Марк Александрович Шмаков родился 16 апреля 1919 года в Архангельске в семье писателя Александра Никаноровича Зуева и учительницы Марии Ивановны Шмаковой. В 1940—1946 годах учился в Московском институте прикладного и декоративного искусства у Б. Н. Ланге, Е. Ф. Белашовой, В. А. Фаворского и А. А. Дейнеки. Окончил институт с отличием. В 1947—1957 годах преподавал в Московском художественно-промышленном училище имени М. И. Калинина, где среди его учеников были скульпторы В. Е. Егоров, Т. С. Саватеева, В. Н. Вильвовский и А. Е. Диллендорф.
В 1947 году вступил в Союз художников СССР. С 1951 года принимал участие в художественных выставках. Участвовал в зарубежных выставках в Польше (1970, 1971, 1975), ФРГ (1974), Венгрии (1971, 1977) и других.
Жил и работал в Москве. Умер 13 ноября 1986 года.

## Работы
Монументальная скульптура

Рельеф на станции метро «Пушкинская»

- Памятник В. И. Ленину в Аккургане (1966, кованая медь)[2]
- Памятник узбекскому поэту Хамиду Алимджану (1968, кованый алюминий; архитектор С. Адылов)[2]
- Надгробный памятник Н. Огарёву на Новодевичьем кладбище (1969, бронза)[2]
- Рельеф «Знание» в Ульяновске (1970, кованая медь)[2]
- Рельеф «Наука» в Казанском университете (1975, кованый алюминий)[2]
- Рельеф «Карта СССР» в США (1974, кованый алюминий; совместно с Ю. Неродой, архитектор Р. Кликс-Спокен)[2]
- 4 рельефа «Космос» на станции метро «Калужская» в Москве (1974, кованая медь)[2]
- Рельефы «Пушкинские места» на станции метро «Пушкинская» в Москве (1976, кованая медь)[2]
- Рельеф «Клятва» с портретами демократов Александра Герцена и Николая Огарёва на Воробьёвых горах (1978)
- Театральные рельефы в Хабаровском драматическом театре (1977—1978, бетон)[2]
- Памятник-бюст космонавта Н. Н. Рукавишникова в Томске (1978, бронза; архитектор арх. Р. Каманин)[2]
- Рельефы для круизного теплохода «Грибоедов» (1981, алюминий)[2]
- Мемориальная доска С. М. Будённого в Москве (1981, бронза)[2]

Станковая скульптура
- Портрет А. Леоновой (1961, бронза)[2]
- Портрет генерала И. А. Глебова (1980, бронза)[2]

Серия медалей: «Л. Н. Толстой», «Руал Амундсен», «А. С. Пушкин», «Валерий Брюсов», «Адмирал Корнилов», «Донателло»

## Награды и звания
- Заслуженный художник РСФСР (1975)[5]